# Burrda Sport
Burrda Sport est une entreprise suisse spécialisée dans la fabrication d'articles de sport. Depuis 2007, Burrda Sport est l’équipementier et partenaire de plusieurs clubs et équipes nationales en football, rugby, handball et Formule 1, principalement en Europe et au Moyen-Orient.

## Histoire
Lancé en 2006, Burrda Sport est détenue par l’entreprise suisse Pilatus Sports Management SA, liée à un fonds d'investissements qatari,.

## Sponsoring

### Football
En football, Burrda Sport est partenaire avec des clubs tels que Al Sadd Sports Club au Qatar et anciennement l'OGC Nice mais aussi des équipes nationales de Belgique et de Tunisie. Burrda Sport équipait également les diables rouges lors de la coupe du monde 2014 au Brésil.

### Rugby
En rugby, Burrda Sport équipe en particulier les Northampton Saints et les Llanelli Scarlets en Grande Bretagne, ainsi que le Biarritz olympique Pays basque et le Rc Toulon en France. 

### Handball
En handball, Burrda Sport est l’équipementier de l'équipe nationale d'Égypte. 

### Formule 1
Burrda Sport est également présent en Formule 1 en étant l’équipementier de l’écurie Marussia F1 Team.

## Licence
Burrda Sport est représenté par des licenciés sur différents marchés: 
- Sports Marketing 2 Business basé à Paris (France, Belgique, Pays-Bas, Luxembourg, Espagne, Tunisie).
- Tri Distribution basé en Angleterre (Royaume-Uni, Irlande et Afrique du Sud)[5].
- Grand Spirit Sport Management basé à Doha (Moyen-Orient, Turquie, Afrique du Nord et Asie).
- Four Seasons Sports (Koweït).

## Données financières
Le chiffre d'affaires de Burrda Sport est d'environ 80 millions d'euros pour l'année 2010. L'objectif est d'atteindre 150 millions d'euros en 2013.